# 열혈남아 (TV 프로그램)
《열혈남아》는 2008년에 Mnet에서 방송된 JYP 보이그룹 멤버 선발 프로그램이다. 13명 중 정진운, 리스치, 윤두준이 탈락했으나 최종 5위로 합격한 케빈이 성대결절로 인해 퇴사하면서 정진운이 부활했다. 이렇게 최종 합격자가 된 10명이 2AM와 2PM으로 데뷔하게 되었다.